# Four Eyes and Six-Guns
Four Eyes and Six-Guns är en amerikansk TV-film från 1992 i regi av Piers Haggard, med Judge Reinhold, Patricia Clarkson, Dan Hedaya och M. Emmet Walsh i rollerna.

## Handling
Ernest Albright (Judge Reinhold) öppnar en glasögonbutik i en för honom okänd stad. Han får snart reda på att det bara är ett litet skjul i Tombstone, Arizona. Bröderna Doom orsakar problem för alla i staden, även för sheriffen Wyatt Earp (Fred Ward). Ernest hjälper Earp med sina närsynta revolverkonster för att göra staden säker igen.

## Rollista
| Judge Reinhold       | – Earnest Allbright |
| Patricia Clarkson    | – Lucy Laughton     |
| Dan Hedaya           |                     |
| M. Emmet Walsh       |                     |
| Dennis Burkley       | – Luke Doom         |
| John Schuck          |                     |
| Jon Gries            |                     |
| Jake Dengel          |                     |
| William Duff-Griffin |                     |
| Austin Pendleton     |                     |
| Fred Ward            | – Wyatt Earp        |
| Shane McCabe         | – Doc Wilson        |
| Neal Thomas          | – Leroy Doom        |